# 横浜リハビリテーション専門学校

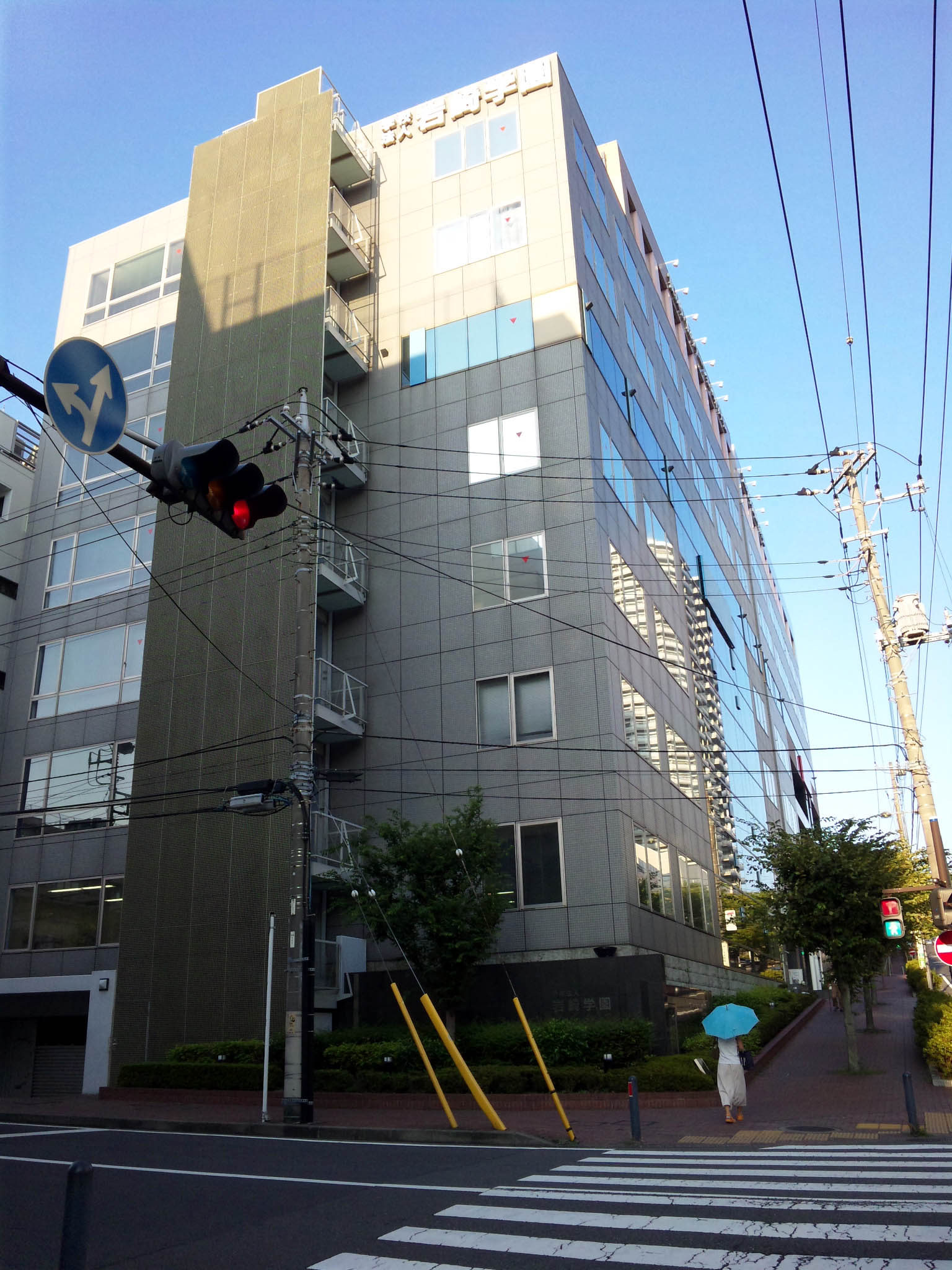
横浜リハビリテーション専門学校（横浜市戸塚区

横浜リハビリテーション専門学校（よこはまリハビリテーションせんもんがっこう）は、横浜市戸塚区にある理学療法士、作業療法士の専門学校。1998年（平成10年）開校。運営者は学校法人岩崎学園。

## 教育目標
- 高度な医療技術の習得
- 優れたコミュニケーション能力の習得
- 豊かな人間性の涵養

## 沿革
1998年開校。以来、卒業生が神奈川県内の理学療法士・作業療法士の1割を占めている。

## 交通
JR横須賀線、東戸塚駅下車。徒歩3分。

横浜市戸塚区品濃町550-1

## 学科
- 理学療法学科（4年制）
- 作業療法学科（4年制）

## 姉妹校
- 情報科学専門学校横浜西口校
- 情報科学専門学校新横浜校
- 横浜fカレッジ
- 横浜デジタルアーツ専門学校
- 横浜保育福祉専門学校